# カルロ・コストリー
カルロ・コストリー（Carlo Yaír Costly Molina、1982年7月18日 - ）は、ホンジュラスのサッカー選手。元ホンジュラス代表。ポジションはフォワード。

## 来歴
2007年6月に親善試合でホンジュラス代表でデビュー。直後の2007 CONCACAFゴールドカップではグループステージで3得点をあげた。2009、2011 CONCACAFゴールドカップでは2大会連続でベスト4となった。2014 FIFAワールドカップではグループステージで3戦全敗したものの、2戦目・エクアドル戦で、3試合でチーム唯一の得点となる得点を決めた。2017年までに78試合に出場、32得点をあげた。

## 代表歴

### 出場大会
- ホンジュラス代表
  - 2014 FIFAワールドカップ

### 試合数
- 国際Aマッチ 78試合 32得点（2007年-2017年）[1]

| ホンジュラス代表 | 国際Aマッチ | 国際Aマッチ |
| 年               | 出場        | 得点        |
| ---------------- | ----------- | ----------- |
| 2007             | 9           | 4           |
| 2008             | 13          | 2           |
| 2009             | 15          | 8           |
| 2010             | 1           | 0           |
| 2011             | 12          | 6           |
| 2012             | 7           | 4           |
| 2013             | 12          | 6           |
| 2014             | 5           | 2           |
| 2015             | 0           | 0           |
| 2016             | 1           | 0           |
| 2017             | 3           | 0           |
| 通算             | 78          | 32          |